# Retablo
Retablo è il termine spagnolo che indica una grande pala d'altare inquadrata architettonicamente. Il retablo può essere costituito da un dipinto su tavola a scomparti che a seconda delle parti di cui si compone può essere un dittico, un trittico o un polittico, ma può essere anche formato da scomparti in rilievo, oppure da scomparti dipinti alternati a scomparti in rilievo.
Il termine retablo nello spagnolo ha etimologia latina, dalla locuzione re(tro)tabulum altaris (tavola dorsale dell'altare).

## Caratteristiche
La funzione più antica del retablo era quella di ornare e riparare, con sportelli decorati, una cassa centrale che racchiudeva un'immagine della Madonna, o un tabernacolo (retablo "ad ante"). Nel tempo, gli sportelli divennero pareti piane dalla ricchissima ornamentazione, e l'immagine centrale fu dedicata anche a santi diversi.
Il retablo è una struttura complessa e fortemente scenografica, caratterizzato da grandissima varietà di materiali e stili figurativi. La struttura è generalmente in legno, ma può essere anche in pietra o marmo. Può essere realizzato sia in pannelli dipinti, generalmente inseriti in cornici dorate, sia in legno scolpito e dipinto, ma può anche utilizzare entrambi i tipi di tecnica figurativa.
Il suo uso iniziò dal XIV secolo in Spagna, da dove si diffuse in tutta l'Europa - giungendo, attraverso l'influenza spagnola nelle Fiandre, fino all'estremo Nord - e nell'oltreoceano ispanofono.
Il più grande retablo del mondo (20 x 18 m) si trova nella Cattedrale di Siviglia.

## Retabli sardi
In Italia la forma prevalente di questo tipo di arte religiosa è stata il polittico semplice. Il dominio aragonese in Sardegna, tuttavia, è all'origine di molti retabli ancora conservati: si veda quello della Madonna di Loreto a Ozieri, della prima metà del Cinquecento, o quello sempre cinquecentesco della chiesa di San Francesco di Iglesias, o quello del duomo di Castelsardo, o quello di Ardara, o il retablo di San Giorgio a Perfugas o quello di Santa Maria a Lunamatrona, o i numerosi conservati nella Pinacoteca nazionale di Cagliari. Numerosi nell'isola sono anche i retabli barocchi, sempre di influenza spagnola.

## Galleria d'immagini

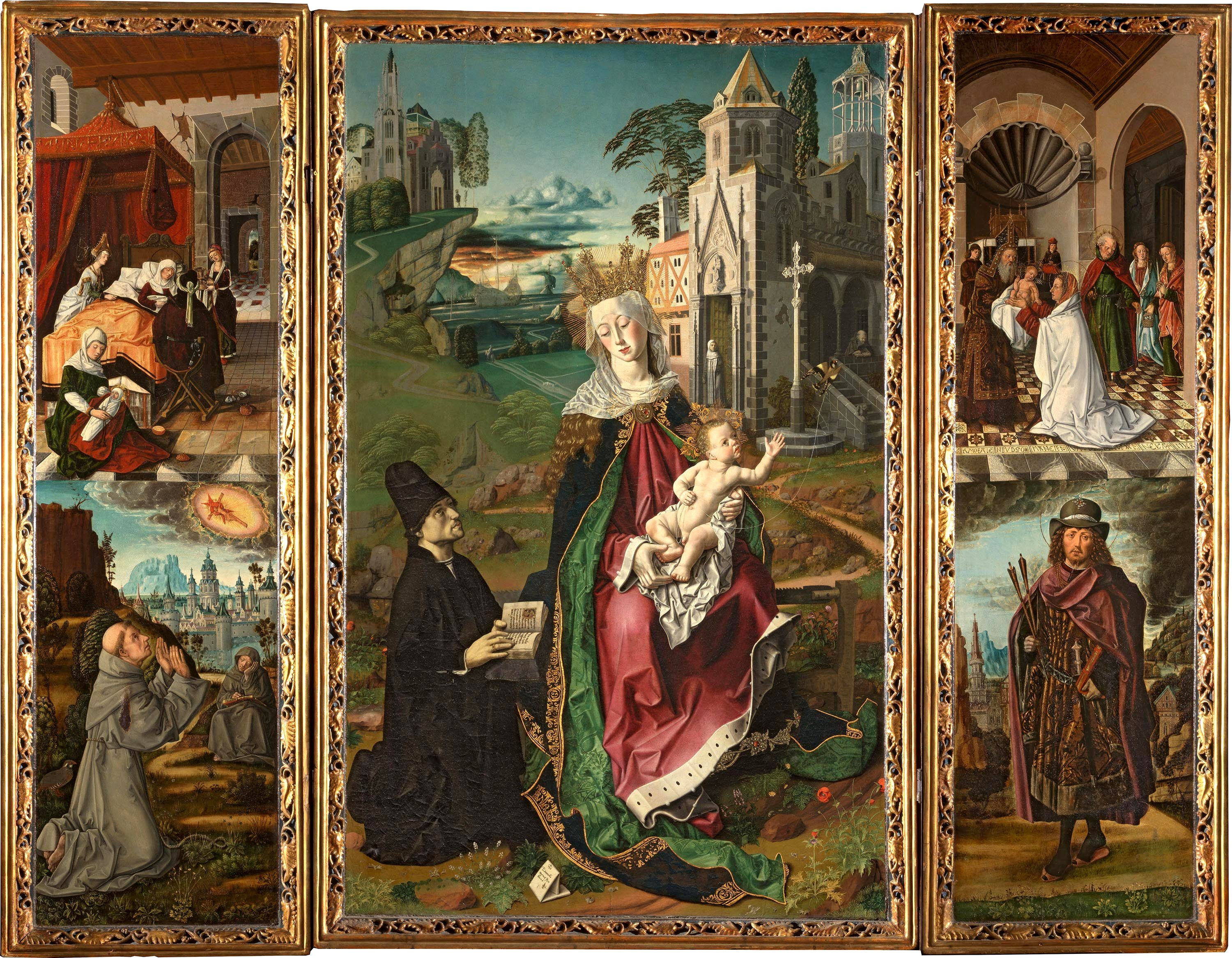
Retablo della Vergine di Montserrat nella cattedrale di Acqui Terme (XV sec.)
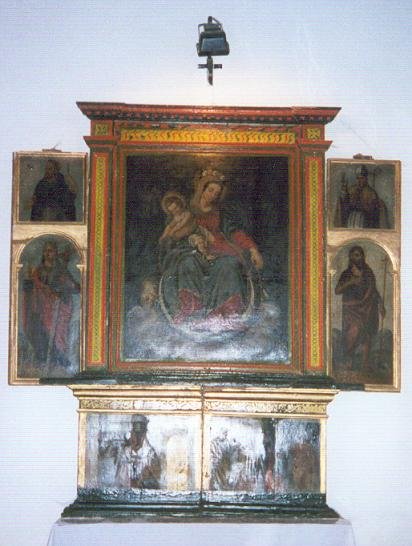
Retablo semplice, della forma più antica, nella Provincia di Huesca (XVI sec.)
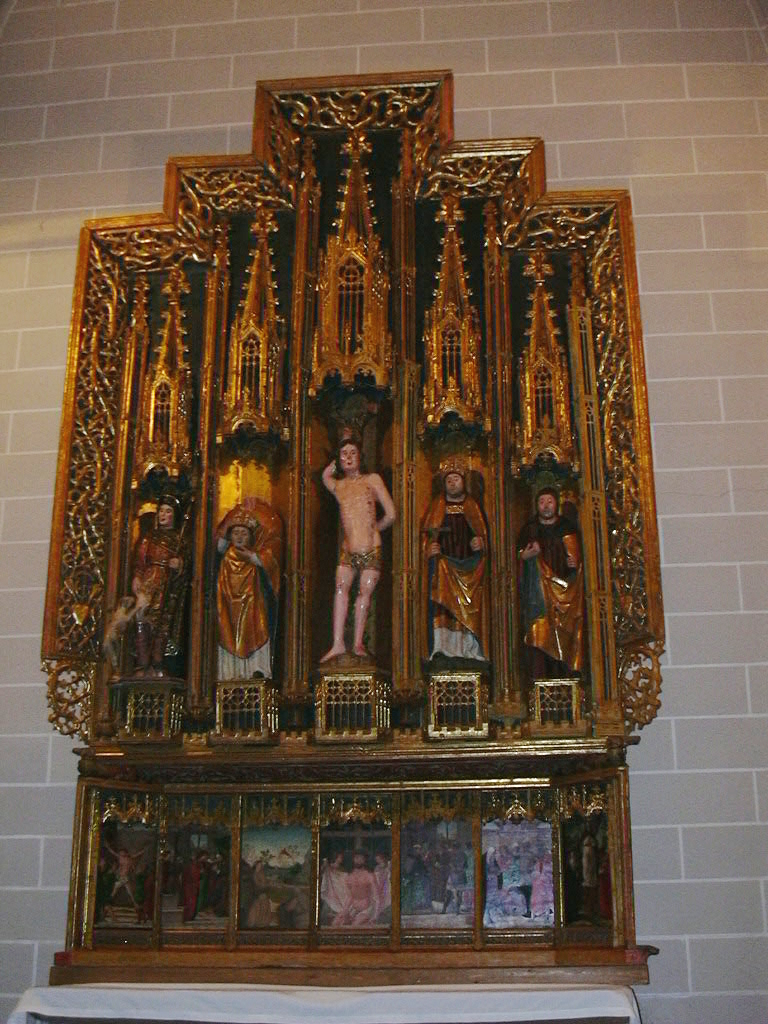
Retablo di San Sebastiano a Huesca
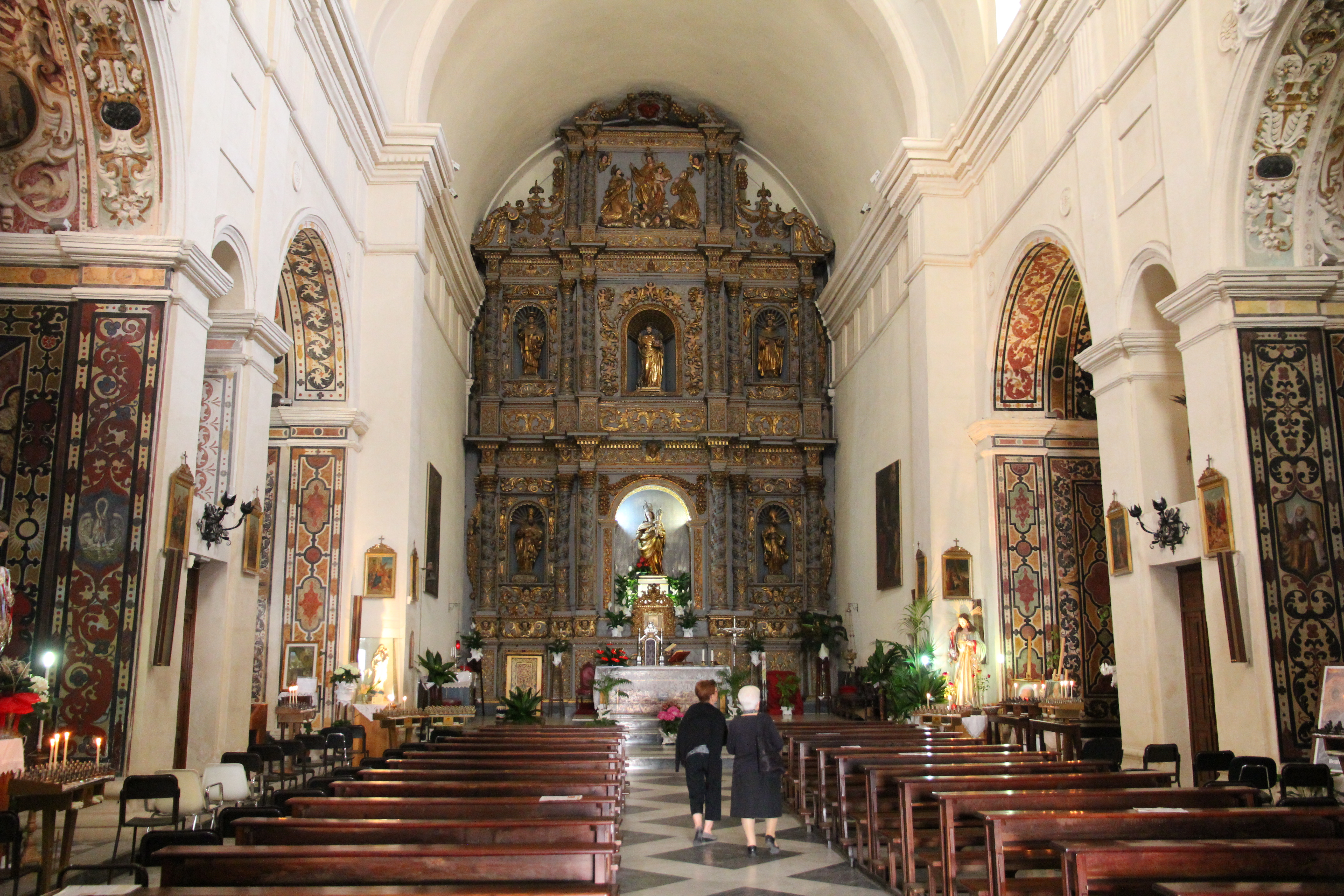
Retablo Maggiore, Chiesa del Rosario, Sassari
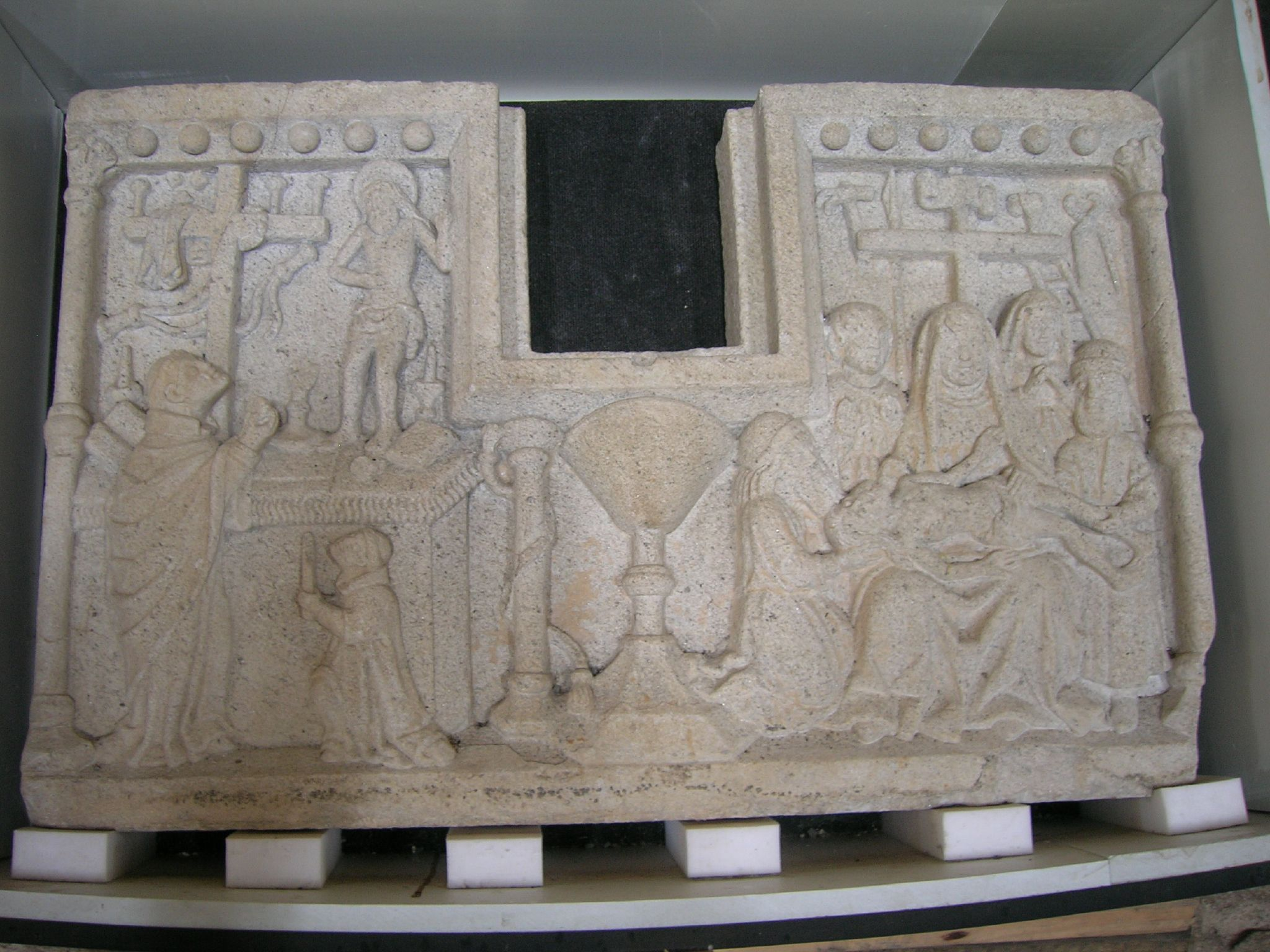
Retablo in granito bianco nella chiesa di Vilar de Donas - Palas de Rei - Lugo
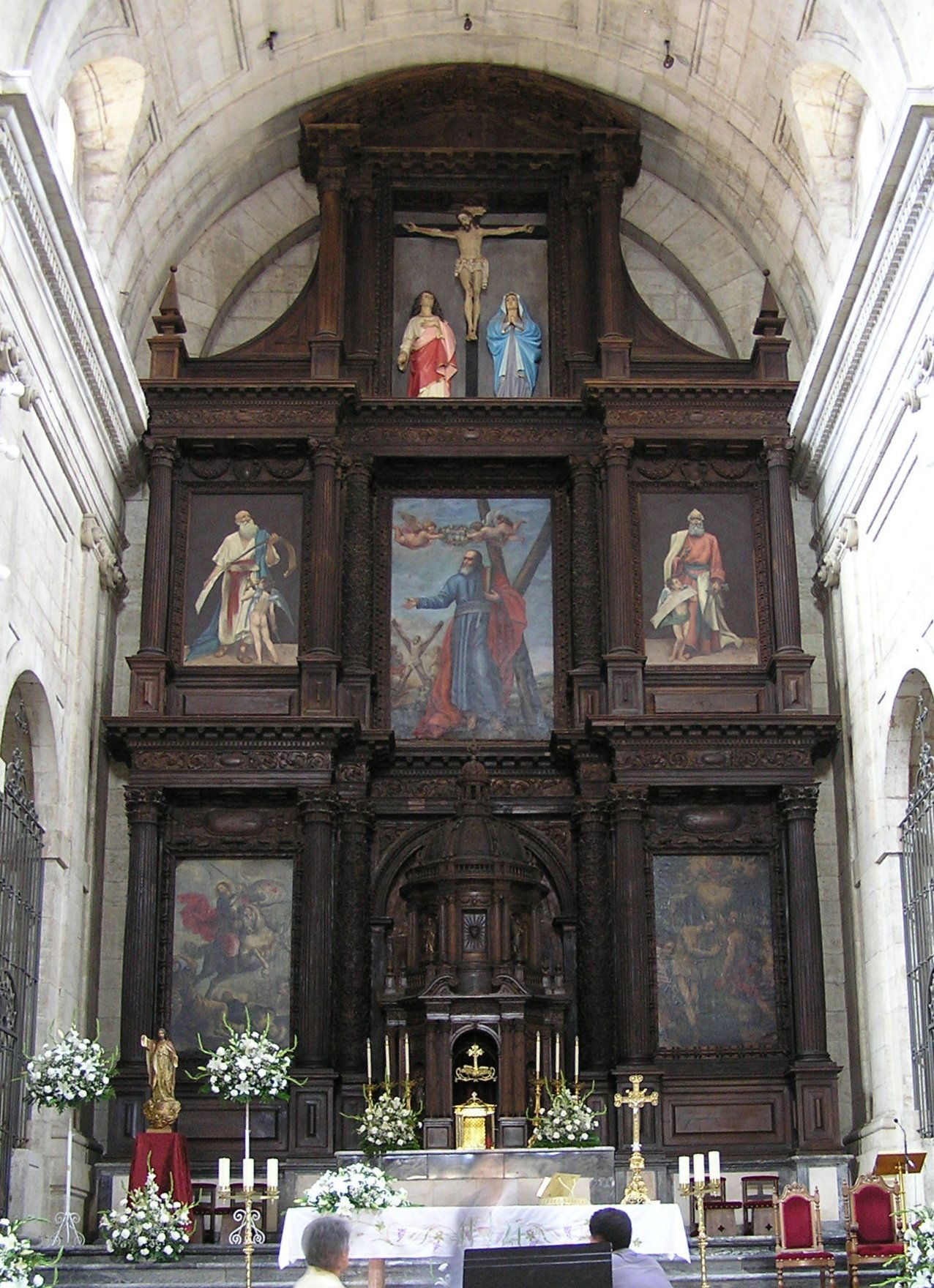
Retablo dell'altar maggiore a Ciudad Rodrigo
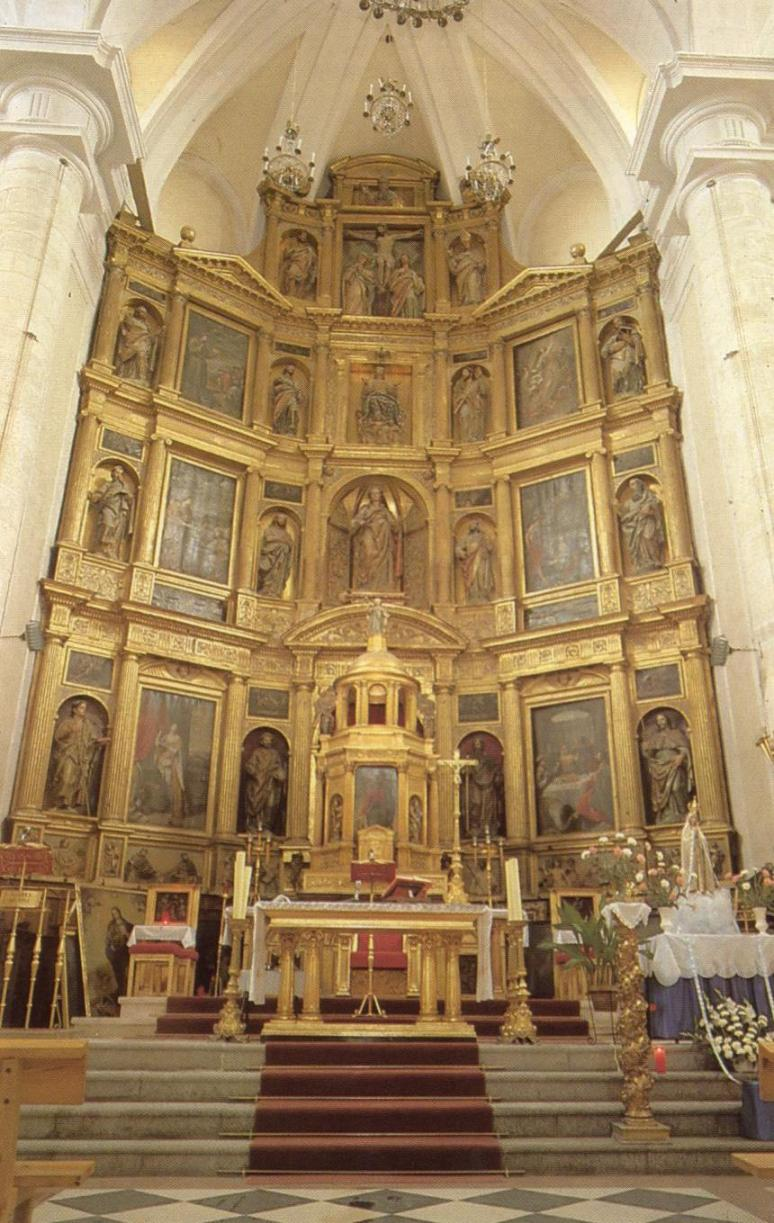
Retablo della cattedrale di Getafe, in Spagna
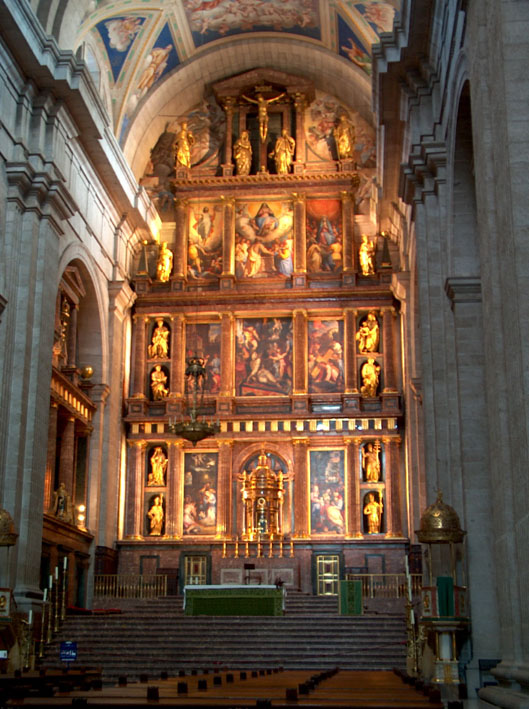
Retablo della basilica dell'Escorial
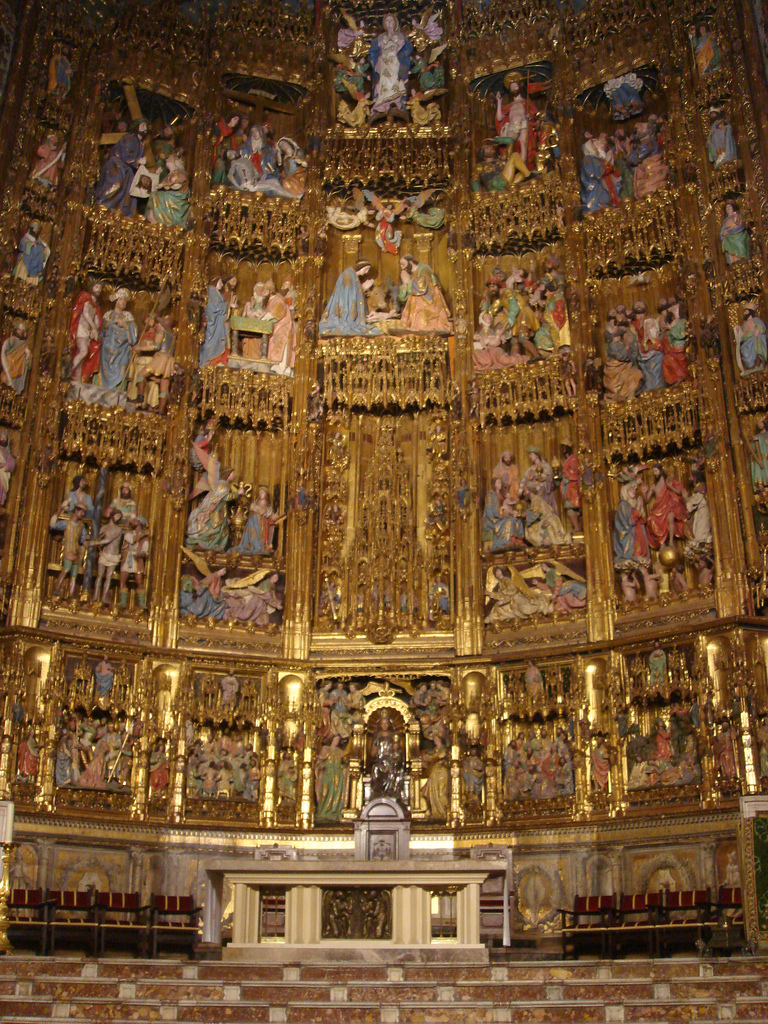
Retablo della cattedrale di Toledo
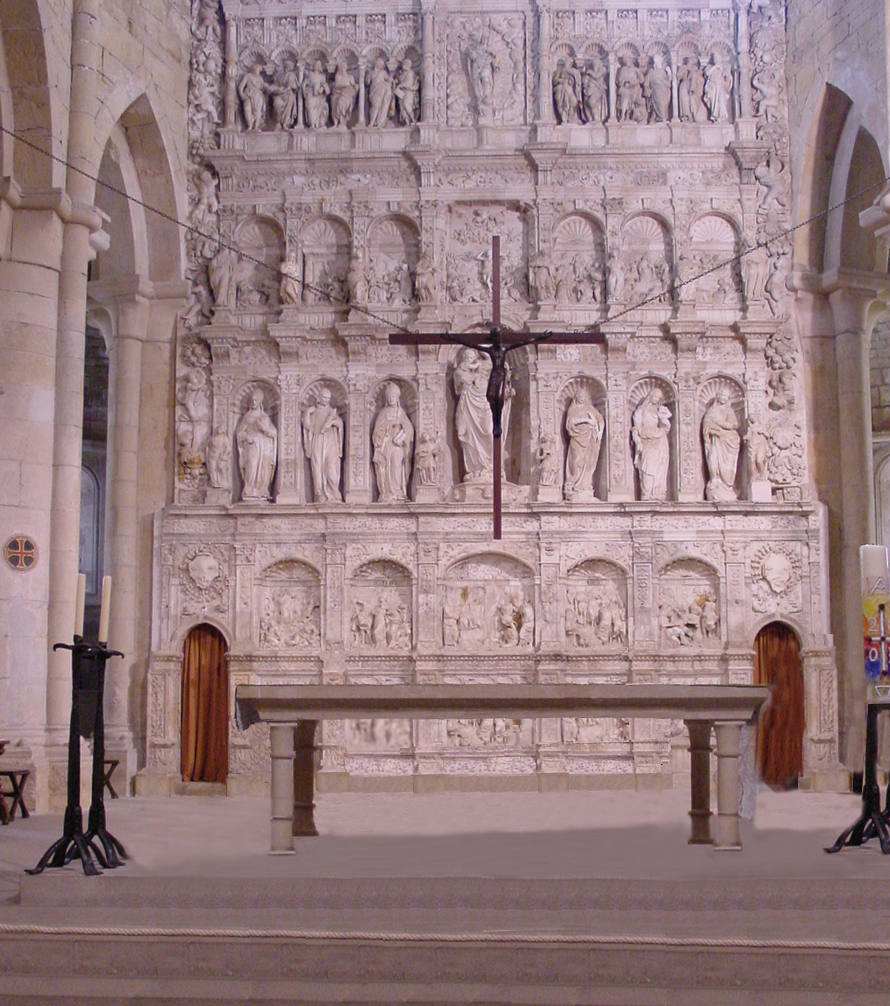
Retablo del Monastero di Santa Maria di Poblet
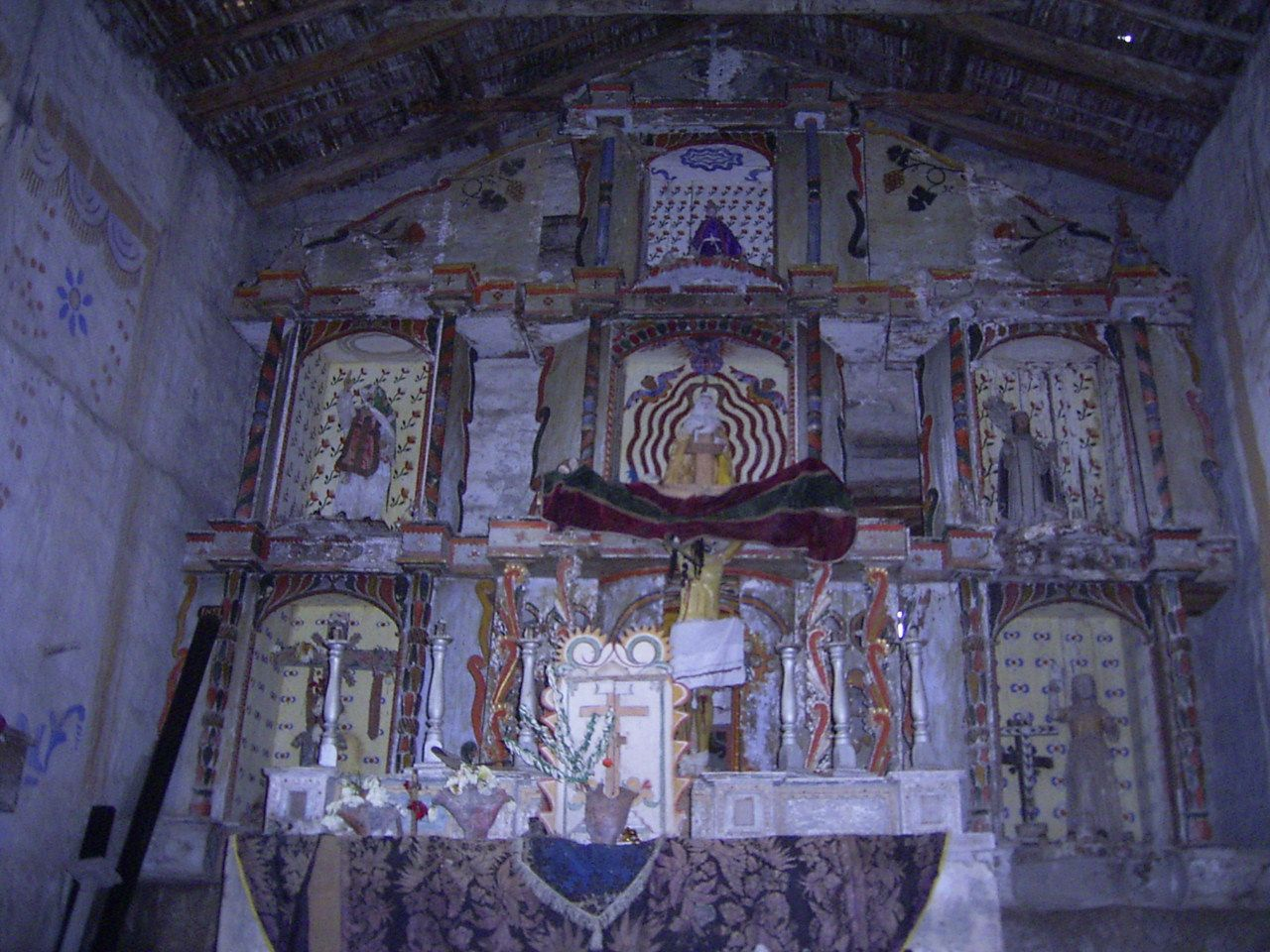
Retablo nel Perù amazzonico
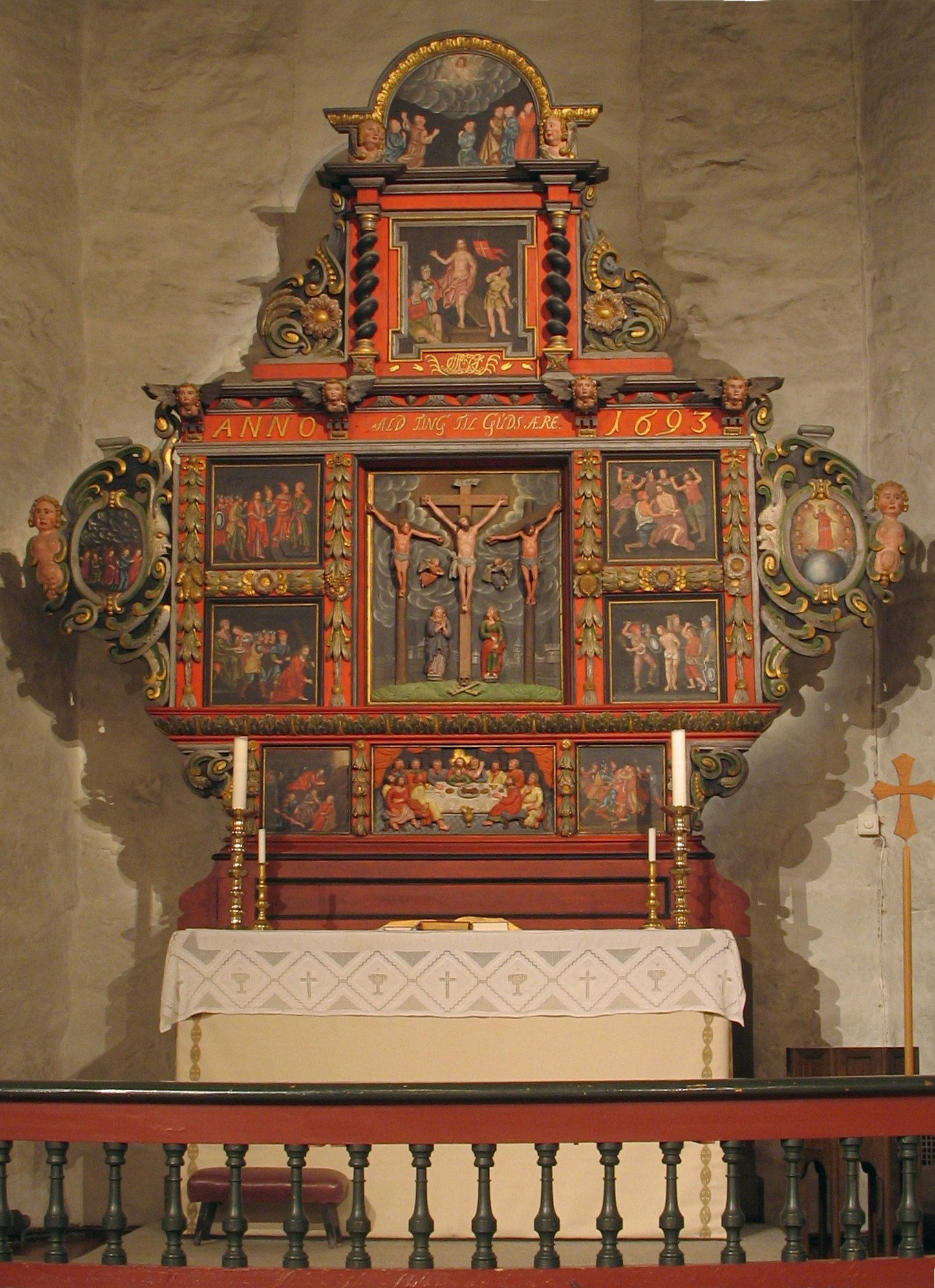
Retablo di Skedsmo, in Norvegia